# Hagunia
Hagunia (en àrab الحكونية, al-Ḥakūniyya; en amazic ⵍⵃⴰⴳⵓⵏⵉⵢⴰ) és un localitat del nord Sàhara Occidental ocupada pel Marroc, qui l'ha integrat en la província de Tarfaya, a la regió de Laâyoune-Sakia El Hamra. Segons el cens de 2014 tenia una població total de 151 persones També és una daira que forma part de al wilaya d'Al-Aaiun. Està situada prop de la frontera amb el Marroc.

## Història
Hagunia va ser presa a l'assalt el 18 de febrer de 1958 per les forces de la II Bandera de la Legió Espanyola, diverses unitats de Cavalleria i una Companyia de Paracaigudistes de l'Exèrcit de l'Aire. Anys més tard va ser construït un fort en aquesta ciutat, substituït per altre més modern posteriorment, protegit per una companyia de Tropes Nòmades.

## Ciutats agermanades
- Arbúcies, Girona.
- Logronyo, La Rioja.
- La Vall d'Uixó, Castelló.
- Zarautz, Guipúscoa.